# Гај Скрибоније Курион
Гај Скрибоније Курион (Gaius Scribonius Curio, ? - 53. пне.) био је римски политичар из доба касне Републике. Био је близак странци Популара, те је око 100. пне. подржавао Сатурнина и Глауција. Успркос тога је око године 90. пне. изабран за плебејског трибуна. За време првог митридатског рата је служио у Сулиној војсци те се истакао у опсади Атине. Године 76. пне. је изабран за конзула. После тога је служио као гувернер Македоније те је у походима против варварских племена постао први римски командант који је допро до обале Дунава. При повратку му је приређен тријумф. 
Као и сваки победници и Римљани од Дарданаца траже да се обавежу на исплату одређене суме Риму. Иако су Дарданци положили оружје, Римљани им не верују и имају сасвим друге планове за Балкан, који желе да освоје. Зато праве интригу. Римски намесник у Македонији Гај Скрибоније Курион креће у нови, овога пута трогодишњи рат против Дарданаца 75-72 године п.н.е. под изговором да та сума није исплаћена Риму. Тај нови рат, како су забележили хроничари, био је изузетно суров. Гај Курион, на челу Римских легија, односи победу и као први римски војсковођа стиже до Дунава.
Гај Скрибоније Курион био је близак пријатељ Цицерона, који је ценио његове ораторске способности. Цицерона је подржао за време Катилинине завере. Године 57. пне. је изабран за pontifex maximusa.
Његов син, Курион Гај Скрибоније млађи, се истицао као један од водећих римских политичара у годинама пред и на самом почетку грађанског рата. Курион, Гај Скрибоније мл., рим. политичар и војсковођа (о. ←84 – Африка, ←49). У време грађ. рата на Цезаровој страни. Освојио Сицилију. Погинуо борећи се против нумидијског владара Јубе I.